# 克里斯托費爾·雷默爾
克里斯托費爾·雷默爾（丹麥語：Christoffer Remmer；1993年1月16日—）是一位丹麥足球運動員。在場上的位置是右後衛。他現在效力於丹麥足球超級聯賽球隊哥本哈根足球俱樂部。他也代表丹麥國家足球隊參賽。